# 西眉镇
西眉镇，是中华人民共和国四川省遂宁市安居区下辖的一个乡镇级行政单位。2019年9月，撤销马家乡，将其所属行政区域划归西眉镇管辖。

## 行政区划
西眉镇下辖以下地区：
石圣社区、竹林村、长垭村、雷桥村、金乐村、卧龙村、龙崩村、西黄村、天宫村、回龙村、高坡村、银河村、广林村、双河村、天台村、新貌村、安山村、骑龙村、芋头村、赵安村、江龙村、玉石村、田园村、福果村、楠桥村、大昌村、石板村、华林村、燕岩村、桥亭村和矮店村、朝阳社区、方广村、打石山村、明水村、果林村、双碑村、五里沟村、新宁村、四坪村、偏岩村、中心村、双山村和治田村。